# 肛門
肛門（こうもん）とは、消化管の出口のこと。解剖学的には直腸の体外への開口部。肛門括約筋によって制御される。ヒトなどにおいては尻（臀部）にある。
アナルセックスなどの影響から日本の俗語として「アナル」とも呼称されるが、アナル（Anal ）は形容詞であり、英語として正しいのはアヌス（Anus）である。

## 生物学
消化管は動物において、餌を体外から取り入れ、そこで消化吸収するためのものであり、体外から取り入れる入り口（口）は必須である。他方、出口はなければならないものではない。刺胞動物や扁形動物では出口がない盲嚢状の消化管を持ち、必要があれば口から排泄する。しかしながら、それ以外の大部分の動物では口とは別に肛門がある。
発生学的には、原腸胚期に盲嚢状の原腸を生じ、その後に反対側にもう一つの開口を生じて消化管ができる。この時、最初にできる開口である原口は口になるものと肛門になるものがあり、前者を旧口動物、後者を新口動物という。
脊索動物全体では口よりも肛門の方が先に形成される新口動物である。これは発生的に原口が肛門になる動物のことである。
肛門は消化管を通って消化吸収された餌の残り(糞)を排出するのが本来の機能であるが、体外に開く大きな開口であるから、それ以外の機能を持つものが多い。脊椎動物や節足動物では腎臓などの排出器からの尿の出口でもあり、総排泄孔と呼ばれる。また脊椎動物の多くでは生殖孔を兼ねる。また、ヤゴやナマコでは水を吸い込んで呼吸を行う。

## 解剖学
表面は粘膜で覆われ、その外側に内肛門括約筋、外肛門括約筋がある。内肛門括約筋は不随意筋で、自らの意思では動かせず、常に締まる状態にある。外肛門括約筋は随意筋で、自らの意思で動かせ、排泄等の場合になどする。
周囲には静脈叢（そう）と呼ばれる静脈が集まる部分がある。ヒトは直立二足歩行のため、身体の下部に位置するこの部分は鬱血しやすく、しばしば痔の原因となる。
直腸と皮膚の境目になる部分には歯状線と呼ばれるギザギザの線がある。
進化の流れを辿ると脊椎動物の基本的な形としては消化管の末端であるだけでなく、腎臓からの排出系の出口でもあり、また生殖孔を兼ねた総排出口という形をとっているのが大部分である。哺乳類はこれらが分かれて肛門は消化管の出口の意味だけを持つようになっている。
ヒトの肛門は臀部の間、会陰の後方に位置している。肛門に関連した疾病としては、痔や肛門掻痒症、肛門癌がある。何らかの理由により肛門を切除した場合は人工肛門が用いられる。

## 標本

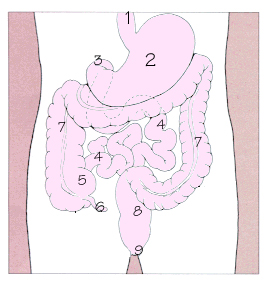
1.食道 2.胃 3.十二指腸 4.小腸 5.盲腸 6.虫垂 7.大腸 8.直腸 9.肛門
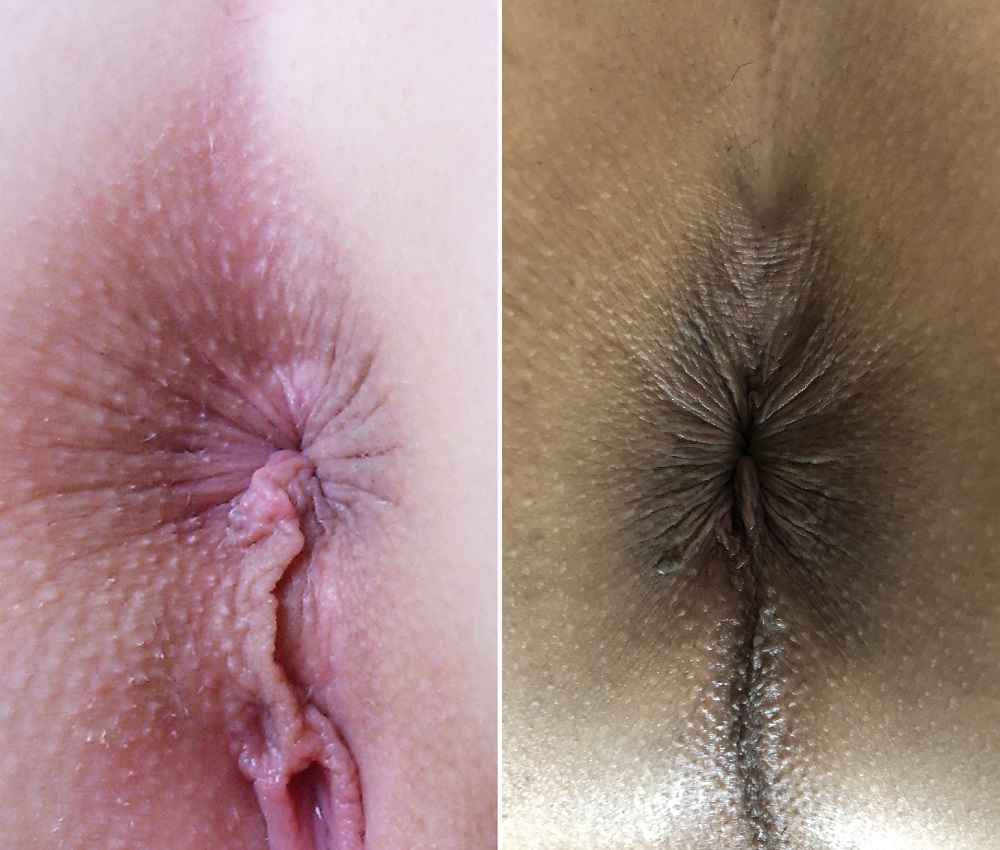
女性(左)と男性(右)の肛門